# 鐵金剛大戰金手指
《007：金手指》（英語：Goldfinger）是一部1964年的諜報電影，同時也是第三部詹姆斯·邦德系列电影。由辛·康納利飾演詹姆士龐德的六部米高梅出品的龐德電影中，只有這一齣的劇情跟魔鬼黨無關。也是第一次有女歌手演唱龐德電影主題曲。

## 情節慨要
詹姆斯·龐德完成一個任務後到邁阿密度假。這時，龐德的上司M通過中央情報局探員菲利克斯·莱德指使龐德在當地飯店監視英國商人金手指。金手指看似做正當生意，實則走私黃金。龐德發現金手指在撲克牌中不斷贏錢，其實是透過助手吉兒·馬斯在房間使用望遠鏡來協助他出老千。於是龐德潛入金手指的房間後色誘吉兒，把吉兒帶到自己房間一起過夜。當龐德到冰箱拿飲品時突然被金手指的韓裔僕人赫佳擊暈。當他醒來時，吉兒已因皮膚窒息，全身被塗上金漆。
在倫敦，英格蘭銀行行長和M告訴龐德，金價的波動正在讓某人透過在國際上出售金條而獲利。於是英國秘密情報局派遣龐德去確定金手指如何跨國界走私黃金。龐德跟蹤金手指和赫佳到瑞士。在瑞士，龐德遇到為了替姊姊報仇的提利·馬斯。
當晚，龐德潛入金手指的工廠，並得知金手指走私黃金的方法-將黃金藏在車的不同部位內。龐德還聽到金手指打算與中国科學家勾結的計畫。突然，提利潛入工廠而觸動警報，在一番追逐戰後，提利被趕到的赫佳殺死，龐德則被抓。金手指命令手下把龐德綁起來，試圖用工業死光將龐德殺掉，龐德謊稱英國秘密情報局已經知道他的計畫。金手指決定放了龐德，以免觸動情報局。
龐德由金手指的私人機師普茜·葛羅護送到金手指位於肯德基州的養馬場。在養馬場內，龐德被囚禁，但很快就逃脫。逃脫後，龐德目擊金手指跟美國黑幫會面，金手指想要他們提供自己的計畫需要的材料。金手指打算在諾克斯堡國家金庫內放一個核彈，污染金庫內的黃金，讓自己的黃金變得非常有價值。這時，菲利克斯已在遠處暗中監視一切。當眾黑幫得知金手指並非想偷庫內的黃金後通通拒絕跟他合作，金手指下令把他們全都殺掉。龐德再次被普茜抓住。
行動當日，普茜的機隊在金庫上空噴出毒氣，把菲利克斯和眾看守人員殺掉。金手指的私人軍隊成功闖入倉庫大門，並由手下基施把龐德的手扣在炸彈上。突然間，菲利克斯和眾看守人員發動攻擊，原來龐德已色誘普茜，說服她把毒氣罐裡的毒氣換成無害物質和通知美國軍方。金手指把倉庫門鎖起來，把赫佳，基施和龐德困在倉庫內。基施為求保命而試圖解除炸彈，但是對金手指忠心耿耿的赫佳阻止了基施，還將基施摔死。龐德從基施的屍體裏取出手銬的鑰匙，然後電死赫佳，但沒能解除炸彈。這時美軍闖進倉庫，及時解除炸彈。
龐德獲邀搭飛機到白宮跟總統吃午飯。在飛機上，龐德被偽裝成美軍軍官的金手指用槍挾持，龐德跟他搏鬥一番後，金手指的槍走火射破飛機的窗戶，金手指被吸出飛機。最後，龐德和駕駛著飛機的普茜一起用降落傘跳出飛機，降落在樹林中。

## 角色
- 史恩·康納萊 飾 詹姆士·龐德
- 安娜·白莉曼 飾 普茜·葛羅（英语：Pussy Galore）（又譯普西·可魯娃）
- 翟科比（英语：Gert Fröbe） 飾 哈瑞·金手指
- 雪莉·伊頓（英语：Shirley Eaton） 飾 吉兒·馬斯（Jill Masterson）
- 哈羅德·薩卡塔（英语：Harold Sakata） 飾 赫佳（英语：Oddjob）
- 塔妮亞·馬萊 飾 提利·馬斯（Tilly Masterson），片中曾用假名提利·松姆。
- 柏納德·李 飾 M
- 塞克·林德（英语：Cec Linder） 飾 菲利·賴達（英语：Felix Leiter）
- 馬丁·班遜（英语：Martin Benson (actor)） 飾 索羅先生（Mr Solo）
- 戴斯蒙·李維林 飾 Q先生
- 洛伊絲·馬克斯韋爾（英语：Lois Maxwell） 飾 湯尼
- 奥斯丁·威利斯（英语：Austin Willis） 飾 参毛先生（Mr Simmons）
- 麥可・麥林格爾（英语：Michael Mellinger） 飾 Kisch
- 郭弼 飾 林先生
- 理查德·維儂（英语：Richard Vernon） 飾 史明上校（Colonel Smithers）
- 瑪格麗特·諾蘭（英语：Margaret Nolan） 飾 登
- 格里·杜格根（英语：Gerry Duggan） 飾 Hawker
- 娜達賈·蕾琴（英语：Nadja Regin） 飾 Bonita
- 維克多·布魯克斯（英语：Victor Brooks） 飾 布萊金（Blacking）
- Mai Ling 飾 阿麗（Mei-Lei），金手指私人飛機上的空服員。

## 拍攝地點
- 墨西哥
- 美國
- 英國
- 瑞士

## 主題曲
由雪莉·貝西（Shirley Bassey）演唱的同名主題曲「Goldfinger」

## 外部連結
- 互联网电影数据库（IMDb）上《鐵金剛大戰金手指》的资料（英文）
- AllMovie上《鐵金剛大戰金手指》的资料（英文）
- Box Office Mojo上《鐵金剛大戰金手指》的資料（英文）
- 爛番茄上《鐵金剛大戰金手指》的資料（英文）
- Metacritic上《鐵金剛大戰金手指》的資料（英文）
- 開眼電影網上《鐵金剛大戰金手指》的資料（繁體中文）
- 时光网上《鐵金剛大戰金手指》的資料（简体中文）
- 豆瓣电影上《鐵金剛大戰金手指》的資料 （简体中文）